# Город Владимира
Город Владимира — принятое наукой название киевского детинца конца Х — первой половины XIII века, построенного во время княжения Владимира Великого. Являлся частью Верхнего города, состоявшего помимо детинца из окольных городов — города Ярослава, города Изяслава-Святополка и Копырева конца.

## История
В 980 году на киевский престол вступил новгородский князь Владимир Святославич, овладевший Киевом после продолжительной осады в нём своего старшего брата Ярополка.
При Владимире город достиг высокой степени расцвета и сильно расширился за пределы Старокиевского городища, условно называемого городком Кия. Город Владимира был обнесён земляным валом с рубленными «в обло» деревянными городнями внутри и рвом, которые пролегали вдоль северных склонов Старокиевской горы на восток к обрыву в районе современного фуникулёра, далее шли на юг до нынешней Михайловской площади в направлении улицы Большой Житомирской и простирались вдоль её правой стороны до Гончарного оврага (урочище Гончары-Кожемяки).
В укреплениях киевского детинца было трое ворот. С юго-западной стороны, на пересечении современных улиц Владимирской и Большой Житомирской, находился главный въезд — каменные Софийские ворота (позже Батыевы), выходившие на построенные впоследствии город Ярослава и Софийский собор. С юго-восточной стороны в районе современной Михайловской площади располагались деревянные Михайловские ворота, выходившие на город Изяслава-Святополка и Михайловский Златоверхий монастырь, а также на Боричев спуск, которым спускались к пристани на реке Почайне. Третьи ворота назывались Киевскими или Подольскими и вели к нынешнему Андреевскому спуску в сторону Подола.

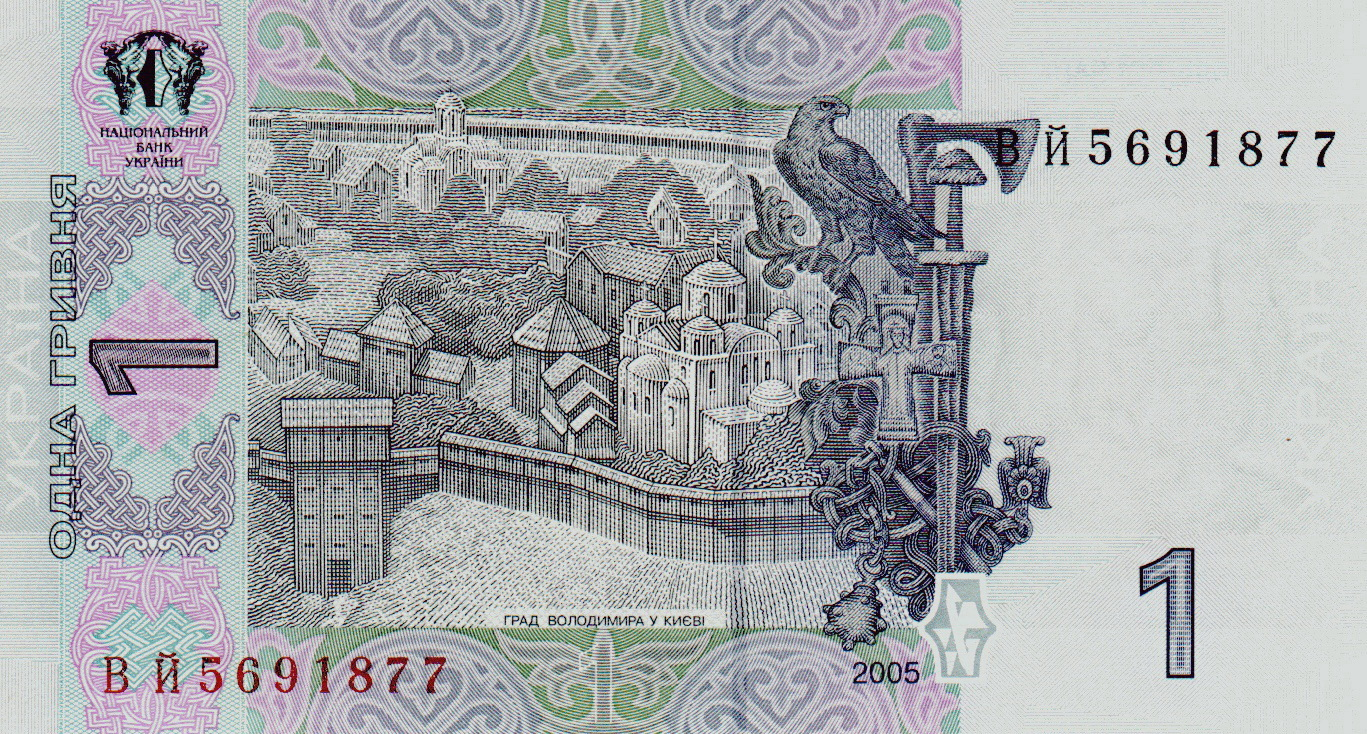
Город Владимира на банкноте 1 гривна

Территория города Владимира равнялась около 10—12 га (по разным источникам). На территории, которая до Владимира Великого была занята небольшим городищем, курганами языческого могильника и небольшой Софийской церковью времён княгини Ольги, разворачивается большое строительство. Для этого давний вал городища был снесён, ров засыпан, курганы и насыпи также снесены. Композиционным центром города Владимира стала Десятинная церковь (989—996), вокруг которой размещались каменные дворцы. К ним относят так называемый Большой (Западный) дворец, который связывают с резиденцией князя Владимира, Юго-восточный дворец, отождествляющийся с княжеской гридницей, а также Северо-восточный дворец. Их названия отсылают к их расположению по отношению к Десятинной церкви. В летописи упоминается городская площадь Бабин торжок. Северо-восточную часть детинца, согласно точке зрения многих учёных, занимал Великий Ярославов двор XI—XIII веков. Рядом открыты остатки каменной Киевской ротонды XII—XIV веков. Согласно иной точке зрения, Великий Ярославов двор находился на (срытой) границе с городом Ярослава, либо же вовсе за пределами детинца близ Софийского собора. В остальной части города Владимира размещались родовые княжеские и боярские усадьбы.
В XI—XII веках в городе Владимира были построены Янчин (Андреевский) и Фёдоровский монастыри, Васильевская (Трехсвятительская) и Крестовоздвиженская церкви. У подножия Старокиевской горы находились местности Кожемяки, Дегтяри и Гончары, где жили ремесленники и прислуга.
Валы города Владимира имели в своей основе деревянные конструкции и до наших дней не сохранились. Укрепления настолько пострадали при разорении Киева войском хана Батыя, что главным оборонительным сооружением Киева в эпоху принадлежности Великому княжеству Литовскому и Речи Посполитой стал Киевский замок, находившийся на горе Киселёвке. Город Владимира и город Ярослава были вновь укреплены русскими воеводами во второй половине XVII века, называвшими их Малым земляным городом и Большим земляным городом, соответственно. Они стали составными частями Старокиевской крепости. В XVIII веке укрепления были обновлены при фельдмаршале Минихе.

## Интересные факты
Средний рост мужчин из древнерусских погребений в Верхнем Киеве оказался намного выше, чем рост населения его посада (Щекавицы), где средняя длина тела мужчин равна 168,9 см: Город Владимира — 174 см, Город Ярослава — 171,3 см, серия 1240 г.— 172,9 см.